# Sprachrezeption
Die Sprachrezeption ist ein Forschungsfeld der Psycholinguistik.
Bei der Sprachrezeption geht es darum, wie Hörer aus den Schallwellen, die sie wahrnehmen, Sprachsignale und Bedeutungen erschließen. Dabei stellen sich die folgenden drei Hauptaufgaben:
- Segmentierung – im kontinuierlichen Sprachfluss die sinntragenden Einheiten (Laute, Morpheme, Silben, Sätze usw.) finden
- Variabilität – jeder Sprecher klingt anders, benutzt andere Betonungen, Stimmlage, Dialektfärbungen usw.
- Koartikulation – je nach Kontext sind dieselben Phoneme physikalisch unterschiedlich, müssen aber als gleich wahrgenommen werden.

Sprachrezeption ist eine Grundvoraussetzung für das Verständnis von Sprache und kann auf vielfältige Weise gestört sein.
Nach Lewandowski (1985) wird Sprachrezeption in der Linguistik auch in einem weiteren Sinne für „Spracherkennung, Sprachwahrnehmung und Sprachverstehen als einheitlicher Prozess“ aufgefasst.